# 博雷内斯
博雷内斯，是西班牙卡斯蒂利亚-莱昂莱昂省的一个市镇。 总面积36平方公里，2001年普查人口總數為468人，人口密度為每平方公里13人。